# Vásárosnamény (distrikt)
Vásárosnamény är ett distrikt i Ungern. Det ligger i provinsen Szabolcs-Szatmár-Bereg, i den nordöstra delen av landet, 260 km öster om huvudstaden Budapest.